# Making a Murderer
Making a Murderer är en amerikansk webb-TV-serie som först visades på Netflix den 18 december 2015.
Dokumentären har två säsonger med 10 avsnitt vardera och utspelar sig under en period på 10 år under första säsongen och sedan under ytterligare åtta år under andra säsongen.
Första säsongen
dokumentärserien, skriven och regisserad av Laura Ricciardi och Moira Demos, handlar om Steven Avery, en man från Manitowoc County, Wisconsin som avtjänade 18 år i fängelse för sexuellt övergrepp och mordförsök på 36-åriga Penny Beerntsen. 2003 uppdagades ny bevisning som helt frikände Avery och han släpptes ur fängelset.
Andra säsongen
Två år efter frisläppandet arresterades Avery för mordet på fotografen Teresa Halbach. Han befanns skyldig och dömdes 2007. Serien följer även Averys systerson, Brendan Dassey, som också greps och dömdes som delaktig i mordet.
Serien filmades under en tioårsperiod under första säsongen, vilket krävde att filmskaparna företog många resor mellan New York och Wisconsin. För att göra reklam för serien släpptes det första avsnittet samtidigt på YouTube och på Netflix, något Netflix aldrig tidigare gjort med sina originalproduktioner.
Nytt material dyker sedermera upp i andra säsongen då serien i sig och det här fallet har fått stor uppmärksamhet världen över, inte minst i USA där vilda diskussioner och kraftig polarisering av åsikter, ideologi och politik har färgat diskussionen kring huruvida både Steven Avery och Brendan Dassey är skyldiga eller oskyldiga. Nya advokater, nya bevis och frågan om en konspiration alternativt korrupt polis blir centralt i andra säsongen. Även rättssystemet får en ordentlig överblick och det hela slutar med att det fortfarande är ovisst kring om det överhuvudtaget någonsin blir en resning i högsta domstol för Steven Avery.

Serien har jämförts med HBO:s serie The Jinx och podcasten Serial. Making a Murderer har orsakat stora kontroverser, i Manitowoc County, där dokumentären utspelar sig, såväl som nationellt i USA. En namninsamling, i syfte att få Vita huset att benåda Avery, genererade nästan 130 000 underskrifter.